# Culicoides pseudocrescentis
Culicoides pseudocrescentis är en tvåvingeart som beskrevs av Tavares och Dias 1980. Culicoides pseudocrescentis ingår i släktet Culicoides och familjen svidknott. Inga underarter finns listade i Catalogue of Life.